# Lena Inowlocki
Lena Inowlocki (geb. 1950) ist eine deutsche Soziologin und habilitierte Professorin i. R. an der Frankfurt University of Applied Sciences sowie der Goethe-Universität Frankfurt am Main. Ihr Arbeitsschwerpunkt liegt auf der Biografieforschung. Sie beschäftigte sich besonders mit Transgenerationalität bei Familien von Überlebenden der Shoa und untersuchte die Erinnerungspolitik der extremen Rechten in Deutschland.

## Leben und Forschung
Nach dem Abitur 1968 in Frankfurt am Main studierte Lena Inowlocki von 1969 bis 1972 Philosophie und Erziehungswissenschaften an der Hebrew University in Jerusalem und von 1973 bis 1977 Philosophie, Soziologie und Psychoanalyse an der Johann Wolfgang Goethe-Universität Frankfurt am Main mit dem Abschluss Diplom-Soziologin. Sie promovierte 1991 zum Dr. phil. am Fachbereich Sozialwesen an der Universität Kassel. In ihrer Dissertation untersuchte sie anhand von Interviews, Einzelfall- und Gruppenanalysen sowie ethnografischen Beobachtungen historische und familiengeschichtliche Erfahrungen von Rechtsextremen. Die Studie wurde 2000 unter dem Titel Sich in die Geschichte hineinreden als Buch veröffentlicht. Es folgte 2002 die Habilitation an der Fakultät für Geistes-, Sozial- und Erziehungswissenschaften der Otto-von-Guericke-Universität Magdeburg, von der sie die Venia legendi für das Fach Soziologie erhielt. Mit ihrer Habilitationsschrift legte sie eine qualitative Studie zur Traditionsvermittlung jüdischer Frauen in Displaced-Persons-Familien vor. Sie rekonstruierte mittels biographischer Interviews, wie sich der Holocaust auf das kulturelle und religiöse Leben von Überlebenden und ihren Versuch Normalität herzustellen, auswirkte.
Lena Inowlocki begann ihre Berufstätigkeit 1976 als Deutsch-Dozentin für Migranten. Nach Tätigkeiten als Forschungs- und wissenschaftliche Mitarbeiterin in Projekten in Frankfurt, Philadelphia, Den Haag und Amsterdam folgte eine zweijährige Vertretungsprofessur für Familien- und Jugendsoziologie an der Goethe-Universität Frankfurt. 2010 wurde sie auf eine Professur an die Frankfurt University of Applied Sciences berufen für das Fachgebiet „Gesellschaft und Persönlichkeit mit dem Schwerpunkt Familien- und Jugendsoziologie unter besonderer Berücksichtigung von Migrationsbiographien“. Sie ist an dieser Hochschule außerdem geschäftsführende Direktorin des Instituts für Migrationsstudien und interkulturelle Kommunikation und hat am Fachbereich Gesellschaftswissenschaften der Goethe-Universität Frankfurt am Main eine außerplanmäßige Professur.
Lena Inowlocki gehörte zum Redaktionskollektiv der Zeitschrift Babylon. Beiträge zur jüdischen Gegenwart, bis diese 2010 eingestellt wurde.

## Schriften
Monografien
- Traditionalität als reflexiver Prozeß. Großmütter, Mütter und Töchter in jüdischen Displaced-Persons-Familien. Eine biographieanalytische und wissenssoziologische Untersuchung. Habilitationsschrift, Otto-von-Guericke-Universität Magdeburg, April 2002[7]
- Sich in die Geschichte hineinreden. Biographische Fallanalysen rechtsextremer Gruppenzugehörigkeit. Cooperative Verlag (Reihe Migration und Kultur), Frankfurt am Main 2000, ISBN 978-3-88442-031-7.

Buchbeiträge (Auswahl)
- Grandmothers, Mothers, and Daughters. Intergenerational Transmission in Displaced Families in Three Jewish Communities. In: Daniel Bertaux, Paul Thompson (Hrsg.): Between Generations. Family Models, Myths & Memories, Routledge Verlag, erste Auflage London 2020, ISBN 978-1-351-31408-4 (E-Book). doi:10.4324/9781351314084
- Orthodoxe Tradition in Familien jüdischer Displaced Persons. Rückblick auf einen generationenübergreifenden Prozess. In: Kata Bohus et al. (Hrsg.): Unser Mut. Juden in Europa 1945-48, De Gruyter Oldenbourg, Berlin 2020, ISBN 978-3-11-064918-5, S. 322–339.
- ‚Generationsarbeit‘ in Familien. Zur Begriffsentwicklung in der rekonstruktiven intergenerationalen Forschung. In: Kathrin BökerJanina Zölch (Hrsg.): Intergenerationale Qualitative Forschung. Theoretische und methodische Perspektiven, Springer VS, Wiesbaden 2017, ISBN 978-3-658-11728-3, S. 33–54
- Flüchtige Momente. Generativität Und Emergenz in Der Forschungssituation. In: Marga Günther and Anke Kerschgens (Hrsg.): Forschungssituationen (Re-)Konstruieren. Reflexivität in Forschungen Zu Intergenerativen Prozessen, Verlag Barbara Budrich UniPress, Opladen/Berlin 2016, ISBN 978-3-86388-079-8, S. 47–64.
- Starre Vorurteile, veränderbare Menschen. Gordon W. Allports „The Nature of Prejudice“ als Werkzeug zur Analyse von Zuordnungsprozessen in Forschung und Lehre zu Migration, mit Julia Bernstein. In: Julia Reuter, Paul Mecheril (Hrsg.): Schlüsselwerke der Migrationsforschung, Springer VS, Wiesbaden 2015, ISBN 978-3-658-02115-3, S. 191–213.
- Exploring European ‘Potential Space’: A Study of the Biographies of Former Foreign Exchange Students, mit Gerhard Riemann. In: Robert MillerGraham Day (Hrsg.): In: The Evolution of European Identities, Palgrave Macmillan, 2012, ISBN 978-0-230-30256-3, S. 129–149.
- Doing "Being Jewish": Constitution of "Normality" in Families of Jewish Displaced Persons in Germany. In: Roswitha Breckner (Hrsg.): Biographies and the division of Europe : experience, action, and change on the "Eastern side" (Konferenzschrift), Leske und Budrich, Opladen 2000, ISBN 978-3-8100-2887-7, S. 159–179.
- Biographical analysis. A ‘German’ school? mit Ursula Apitzsch. In: Prue Chamberlayne, Joanna Bornat, Tom Wengraf (Hrsg.): The Turn to Biographical Methods in Social Science, Routledge Verlag, erste Auflage London 2000, ISBN 978-0-203-46604-9.
- Wenn Tradition auf einmal mehr bedeutet. Einige Beobachtungen zu biographischen Prozessen der Auseinandersetzung mit Religion. In: Ursula Apitzsch (Hrsg.): Migration und Traditionsbildung, VS Verlag für Sozialwissenschaften, Wiesbaden 1999, ISBN 978-3-531-13378-2, S. 76–90.
- Normalität als Kunstgriff. Zur Traditionsvermittlung jüdischer DP-Familien in Deutschland. In: Fritz-Bauer-Institut (Hrsg.): Überlebt und unterwegs. Jüdische Displaced persons im Nachkriegsdeutschland (Aufsatzsammlung), Campus-Verlag, Frankfurt/Main 1997, ISBN 978-3-593-35843-7, S. 267–289.

Artikel
- Mit Gerhard Riemann und Fritz Schütze: Das forschende Lernen in der Biographieforschung – europäische Erfahrungen: Einführung in den Themenschwerpunkt. In: Zeitschrift für Qualitative Forschung, 11(2), 2010, S. 183–195 (pdf zum Herunterladen)